# (131) Vala
(131) Vala ist ein Asteroid des inneren Hauptgürtels, der am 24. Mai 1873 vom deutsch-US-amerikanischen Astronomen Christian Heinrich Friedrich Peters am Litchfield Observatory in New York entdeckt wurde.
Der Asteroid wurde benannt nach Wala, dem Begriff für eine Seherin in der germanischen Mythologie.

## Wissenschaftliche Auswertung
Mit Daten radiometrischer Beobachtungen im Infraroten vom März 1975 am Kitt-Peak-Nationalobservatorium in Arizona wurden für (131) Vala erstmals Werte für den Durchmesser und die Albedo von 35 km bzw. 0,12 bestimmt. Aus Ergebnissen der IRAS Minor Planet Survey (IMPS) wurden 1992 Angaben zu Durchmesser und Albedo für zahlreiche Asteroiden abgeleitet, darunter auch (131) Vala, für die damals Werte von 40,4 km bzw. 0,11 erhalten wurden. Mit dem Satelliten Midcourse Space Experiment (MSX) wurden dann 1996 bis 1997 im Rahmen der Infrared Minor Planet Survey (MIMPS) neue Daten erhalten, aus denen für den Asteroiden Werte von 37,1 km bzw. 0,13 bestimmt wurden. Eine Auswertung von Beobachtungen durch das Projekt NEOWISE im nahen Infrarot führte 2011 zu vorläufigen Werten für den Durchmesser und die Albedo im sichtbaren Bereich von 32,4 km bzw. 0,16. Nachdem die Werte nach neuen Messungen mit NEOWISE 2012 auf 26,4 km bzw. 0,25 korrigiert worden waren, wurden sie 2014 auf 31,3 km bzw. 0,17 geändert. Nach der Reaktivierung von NEOWISE im Jahr 2013 und Registrierung neuer Daten wurden die Werte 2016 angegeben mit 34,5 km bzw. 0,11, diese Angaben beinhalten aber hohe Unsicherheiten.
Photometrische Beobachtungen von (131) Vala erfolgten erstmals vom 12. Oktober bis 11. November 2007 am Organ Mesa Observatory in New Mexico. Aus der erfassten Lichtkurve wurde dafür zunächst eine Periodizität von 10,359 h abgeleitet. Aufgrund der sehr symmetrischen Kurvenform und der geringen Amplitude wurde dieses Ergebnis aber als nicht sicher angesehen, sondern eine Aufsicht auf den Pol vermutet. Eine neue Beobachtung bei nächster Gelegenheit vom 7. Februar bis 14. März 2009 konnte diese Vermutung bestätigen. Die Messung von 2007 wurde jetzt zu einer Rotationsperiode von 5,179 h ausgewertet, während die neue Messung zu einem präzisen Wert von 5,1812 h führte. Auch eine unabhängige Beobachtung am 4. und 5. April 2009 am Astronomischen und Geophysikalischen Observatorium (AGO) von Modra in der Slowakei konnte dieses Ergebnis mit einer abgeleiteten Rotationsperiode von 5,181 h bestätigen. Weitere photometrische Beobachtungen vom 13. Mai bis 15. Juni 2017 am Organ Mesa Observatory lieferten auch wieder eine Rotationsperiode von 5,1802 h.
Mit dem Ziel, weitere Daten zur Erstellung eines Gestaltmodells für den Asteroiden zu liefern, wurden vom 21. September bis 3. Oktober 2018 an vier verschiedenen Observatorien der Italian Amateur Astronomers Union (UAI) Messungen durchgeführt und ein Wert für die Rotationsperiode von 5,1796 h bestimmt. Zum gleichen Zweck erfolgten auch am 26. November und 11. Dezember 2018 weitere photometrische Beobachtungen am Roque-de-los-Muchachos-Observatorium auf La Palma, wo eine Rotationsperiode von 5,182 h bestimmt werden konnte. Unter Verwendung von Lichtkurven des Asteroiden aus den Jahren 2007, 2009, 2017 und 2018 sowie weiteren Beobachtungsdaten des United States Naval Observatory in Flagstaff, Arizona wurden dann in einer Untersuchung von 2019 mit der Methode der konvexen Inversion ein Gestaltmodell erstellt sowie zwei alternative Lösungen für die Position der Rotationsachse mit einer prograden Rotation berechnet. Die Rotationsperiode dafür wurde mit 5,18081 h angegeben.
Zwischen 2012 und 2018 wurden mit der All-Sky Automated Survey for Supernovae (ASAS-SN) auch photometrische Daten von 20.000 Asteroiden aufgezeichnet. Auf mehr als 5000 davon konnte erfolgreich die Methode der konvexen Inversion angewendet werden, darunter auch (131) Vala, für die in einer Untersuchung von 2021 erstmals ein dreidimensionales Gestaltmodell für zwei alternative Rotationsachsen mit prograder Rotation und einer Periode von 5,18072 h berechnet wurde.